# Wybory parlamentarne w Holandii w 2023 roku

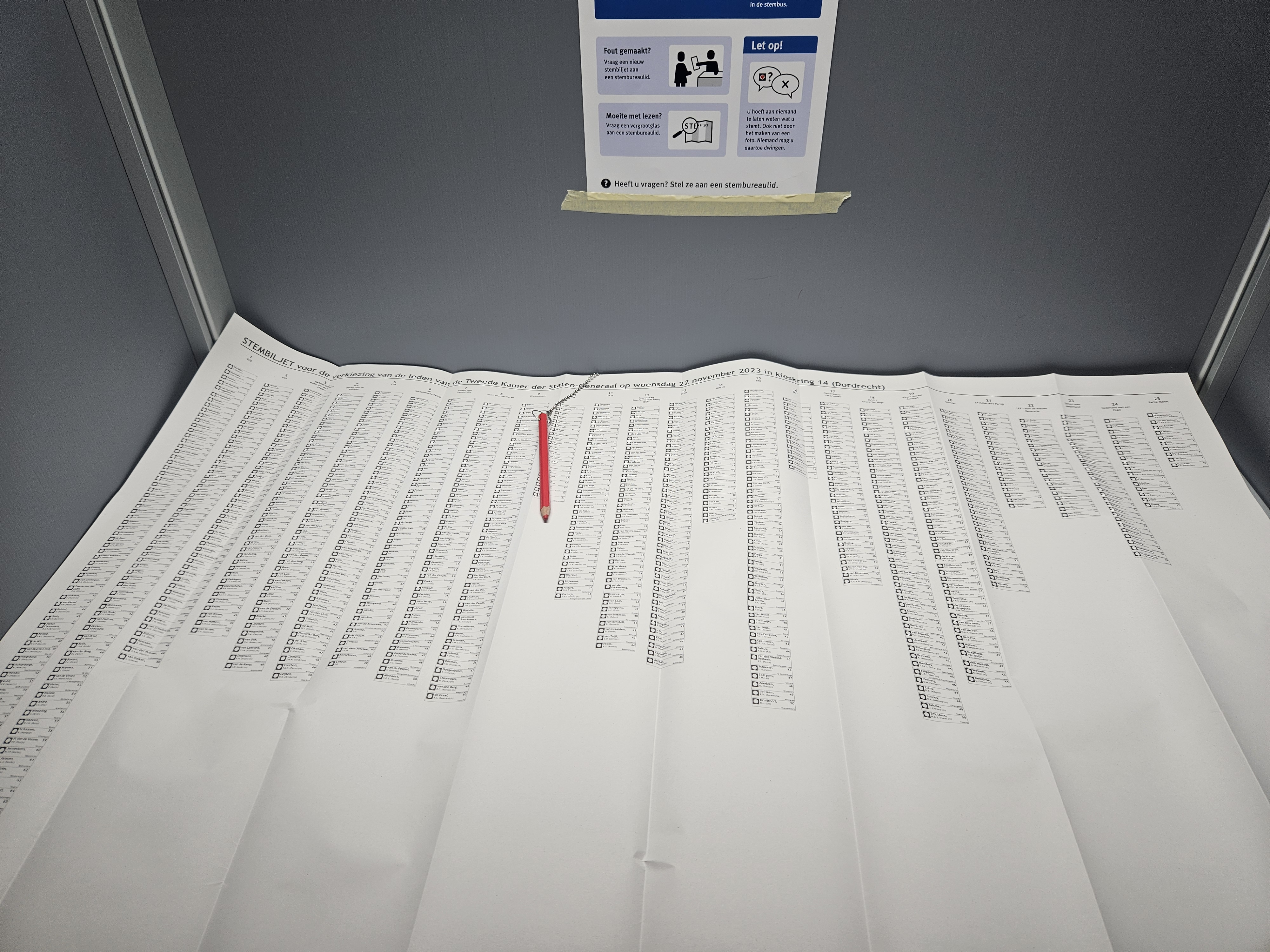
Karta wyborcza

Wybory parlamentarne w Holandii w 2023 roku – przyśpieszone wybory do niższej izby niderlandzkiego parlamentu, Tweede Kamer, które odbyły się 22 listopada 2023 roku.

## Geneza
Przyśpieszone wybory parlamentarne zarządzone po upadku rządu, na którego czele stał premier Mark Rutte. Przyczyną rozłamu dotychczasowej koalicji rządzącej był brak porozumienia między koalicjantami dotyczący zasad łączenia rodzin azylantów.
Konsekwencją rozpadu koalicji była, oprócz przyśpieszonych wyborów parlamentarnych, fala rezygnacji wśród polityków należących do partii, które do niedawna tworzyły wspólny rząd. Ostatecznie liderzy każdej z nich ustąpili ze swoich dotychczasowych stanowisk.
Na listach wyborczych znalazło się 29 partii. Część z nich startowała jednak tylko w części okręgów wyborczych.

## System wyborczy
System wyborczy do niższej izby niderlandzkiego parlamentu opiera się na proporcjonalnej metodzie podziału mandatów w ramach jednej, ogólnokrajowej listy wyborczej przy jednoczesnym braku odgórnego progu wyborczego. Skutkiem tego jest to, że przy 150 mandatach do zdobycia w tego rodzaju wyborach powstaje naturalny próg wyborczy, który w niderlandzkich warunkach wynosi 0.67% wszystkich oddanych głosów.

## Wyniki
Wybory parlamentarne wygrała skrajnie prawicowa Partia Wolności ze swoim liderem Geertem Wildersem na czele, osiągając wynik 23.49%, który ostatecznie przełożył się na 37 mandatów. Ostatecznie mandaty uzyskało 15 komitetów. Rozmowy dotyczące powołania nowego rządu prowadziły między sobą PVV, VVD, NSC i BBB. Ich efektem było powołanie 2 lipca 2024 roku rządu Dicka Schoofa.
| Komitet wyborczy                    | Komitet wyborczy                                       | Wyniki     | Wyniki | Wyniki  | Wyniki  |
| Komitet wyborczy                    | Komitet wyborczy                                       | Głosy      | Głosy  | Mandaty | Mandaty |
| Komitet wyborczy                    | Komitet wyborczy                                       | Liczba     | %      | Liczba  | +/−     |
| ----------------------------------- | ------------------------------------------------------ | ---------- | ------ | ------- | ------- |
|                                     | Partia Wolności (PVV)                                  | 2 450 878  | 23,49  | 37      | 20      |
|                                     | Zielona Lewica – Partia Pracy (GL-PvdA)                | 1 643 073  | 15,75  | 25      | 8       |
|                                     | Partia Ludowa na rzecz Wolności i Demokracji (VVD)     | 1 589 519  | 15,24  | 24      | 10      |
|                                     | Nowa Umowa Społeczna (NSC)                             | 1 343 287  | 12,88  | 20      | Nowa    |
|                                     | Demokraci 66 (D66)                                     | 656 292    | 6,29   | 9       | 15      |
|                                     | Ruch Rolnik-Obywatel (BBB)                             | 485 551    | 4,65   | 7       | 6       |
|                                     | Apel Chrześcijańsko-Demokratyczny (CDA)                | 345 822    | 3,31   | 5       | 10      |
|                                     | Partia Socjalistyczna (SP)                             | 328 225    | 3,15   | 5       | 4       |
|                                     | Myślcie (DENK)                                         | 246 765    | 2,37   | 3       | 0       |
|                                     | Partia na rzecz Zwierząt (PvdD)                        | 235 148    | 2,25   | 3       | 3       |
|                                     | Forum na rzecz Demokracji (FvD)                        | 232 963    | 2,23   | 3       | 5       |
|                                     | Polityczna Partia Protestantów (SGP)                   | 217 270    | 2,08   | 3       | 0       |
|                                     | Unia Chrześcijańska (CU)                               | 212 532    | 2,04   | 3       | 2       |
|                                     | Volt Niderlandy (Volt)                                 | 178 802    | 1,71   | 2       | 1       |
|                                     | Właściwa Odpowiedź 2021 (JA21)                         | 71 345     | 0,68   | 1       | 2       |
|                                     | Interes Niderlandów (BVNL)                             | 52 913     | 0,51   | 0       | Nowa    |
|                                     | 50Plus (50+)                                           | 51 043     | 0,49   | 0       | 1       |
|                                     | Wspólnie (BIJ1)                                        | 44 253     | 0,42   | 0       | 1       |
|                                     | Splinter (Splinter)                                    | 12 838     | 0,12   | 0       | 0       |
|                                     | Partia Piratów – Zieloni (PPNL-DG)                     | 9 117      | 0,09   | 0       | 0       |
|                                     | Niderlandy z Planem (NLPLAN)                           | 5 487      | 0,05   | 0       | Nowa    |
|                                     | Razem dla Niderlandów (SvN)                            | 5 325      | 0,05   | 0       | Nowa    |
|                                     | LEF – Dla Nowego Pokolenia (LEF)                       | 5 122      | 0,05   | 0       | Nowa    |
|                                     | Partia Libertariańska (LP)                             | 4 152      | 0,04   | 0       | 0       |
|                                     | Partia na rzecz Sportu (PvdS)                          | 3 966      | 0,04   | 0       | Nowa    |
|                                     | Partia Polityczna na rzecz Dochodu Podstawowego (PPvB) | 1 038      | 0,01   | 0       | Nowa    |
| Ogółem ważnych głosów               | Ogółem ważnych głosów                                  | 10 432 726 | 100,00 | 150     | 150     |
| Głosy nieważne                      | Głosy nieważne                                         | 42 477     | 0,41   |         |         |
| Uprawnieni do głosowania/Frekwencja | Uprawnieni do głosowania/Frekwencja                    | 13 473 750 | 77,75  |         |         |